# Vicia galeata
Vicia galeata — вид квіткових рослин з родини бобових (Fabaceae). Ареал охоплює такі країни: Ірак, Ліван, Сирія, Палестина, Туреччина.

## Середовище
Зустрічається на висотах від 20 м до 1400 м над рівнем моря. Vicia galeata зустрічається на вологих узбіччях доріг та інших порушених або оброблених ділянках і, схоже, не має чітких ґрунтових уподобань. Східному Середземномор'ю в цілому загрожує генетична ерозія, і повідомляється, що види роду Vicia загалом погано реагують на випас худоби. Однак V. galeata зустрічається в порушених та оброблюваних середовищах існування, тому малоймовірно, що вони становлять значну загрозу.